# 23733 Хьоцзіюнь
23733 Хьоцзіюнь (23733 Hyojiyun) — астероїд головного поясу, відкритий 23 квітня 1998 року.
Тіссеранів параметр щодо Юпітера — 3,504.